# Ctenomys johannis
El tuco-tuco sanjuanino (Ctenomys johannis) es una especie de roedor del género Ctenomys de la familia Ctenomyidae, cuyos integrantes son denominados comúnmente tuco-tucos, tucu-tucus u ocultos. Habita en el centro-oeste del Cono Sur de Sudamérica.

## Taxonomía
Este taxón fue descrito originalmente en el año 1921 por el zoólogo británico Oldfield Thomas,
Localidad tipo
La localidad tipo referida es: “Cañada Honda, a 600 msnm, departamento Sarmiento, provincia de San Juan, Argentina”.
Caracterización y relaciones filogenéticas
Al describirla, Thomas lo hizo como una subespecie de C. coludo. En el año 1961 Cabrera la incluyó en Ctenomys fulvus, sin embargo, posteriormente otros autores la elevaron nuevamente a especie plena.
Ctenomys johannis  es una especie relacionada con C. coludo, C. famosus, C. fulvus y C. tulduco.

## Distribución geográfica y hábitat
Esta especie de roedor solo se conoce de un único espécimen (el ejemplar tipo), por lo cual sería endémica de Cañada Honda, a 600 m s. n. m., departamento Sarmiento, en la provincia de San Juan, centro-oeste de la Argentina.

## Conservación
Según la organización internacional dedicada a la conservación de los recursos naturales Unión Internacional para la Conservación de la Naturaleza (IUCN), al haber muy poca información sobre su distribución, población total y sus requisitos ecológicos, la clasificó como una especie con: “Datos insuficientes” en su obra: Lista Roja de Especies Amenazadas.